# Shinji Okazaki
Pour les articles homonymes, voir Okazaki (homonymie).
Shinji Okazaki (岡崎 慎司, Okazaki Shinji), né le 16 avril 1986 à Takarazuka dans la préfecture de Hyōgo au Japon, est un footballeur international japonais évoluant au poste d'attaquant.
Okazaki est le joueur japonais le plus prolifique de l'histoire de la Bundesliga. Au niveau international, il est actuellement le joueur actif ayant marqué le plus de buts avec l'équipe du Japon et le troisième meilleur buteur de son histoire avec cinquante buts marqués.
Okazaki est titulaire à la pointe de l'attaque en tant que pivot de Jamie Vardy lors du triomphe de Leicester City en championnat lors de la saison 2015-2016 .

## Biographie

### Shimizu S-Pulse
Après avoir intégré la Takigawa Daini High School en 2004, Okazaki commence sa carrière de footballeur professionnel dans le club japonais du Shimizu S-Pulse, en 2005. En décembre de la même année, il joue pour la première fois en J1 League face au Sanfrecce Hiroshima. Le 15 avril 2007, il marque son premier but contre le Kawasaki Frontale. Il marque à 10 reprises lors de la saison 2008 et participe à la finale de la J. League Cup durant laquelle son équipe perd 2 à 0 contre Oita Trinita. Il continue de marquer les saisons suivantes et le janvier 2011, il est recruté par le VfB Stuttgart,.

### VfB Stuttgart

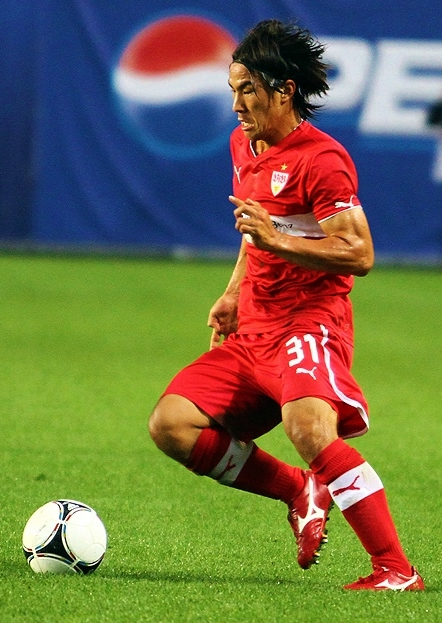
Okazaki avec le VfB Stuttgart en 2012.

Le 20 janvier 2011, il signe un contrat de trois ans et demie au VfB Stuttgart. Le 17 février 2011, la FIFA autorise Okasaki à jouer pour le club allemand. Il fait ses débuts le même jour lors d'une rencontre de Ligue Europa contre le Benfica. Le 20 février 2011, il fait ses débuts en Bundesliga contre le Bayer Leverkusen. Il marque son premier but contre Hanovre d'une frappe en dehors de la surface de réparation.
Lors de la saison 2011-2012, il dispute son premier match, en rentrant en deuxième mi-temps face à Schalke 04. Il marque lors de ce match sur un tir de loin et porte la marque à 3 buts à 0. Le 19 février 2012, il marque un but en réalisant une bicyclette lors d'un match contre Hanovre. Sa réalisation est sélectionnée pour l'élection du but du mois. Il est le deuxième Japonais à recevoir ce prix en Bundesliga. 
Sa saison 2012-2013 est plus difficile puisqu'il ne marque qu'un but en Bundesliga. Néanmoins, il marque ses premiers buts en compétition européenne, lors d'un match de Ligue Europa face au FC Steaua Bucarest.

### 1. FSV Mayence 05
Le 1er juillet 2013, Okazaki est transféré au 1. FSV Mayence 05. Il marque son premier but lors de son premier match, le 11 août 2013, remporté par son équipe sur le score de trois buts à deux face à son précédent club, le VfB Stuttgart, en ouverture de la nouvelle saison de Bundesliga. Okazaki réalise son premier doublé pour Mayence le 26 octobre 2013 face à l'Eintracht Brunswick. Titulaire ce jour-là, il permet à son équipe de s'imposer (2-0 score final). Il termine sa saison en marquant 15 buts en championnat.
Okazaki devient le joueur japonais ayant marqué le plus de buts dans l'histoire de la Bundesliga le 13 septembre 2014, en marquant ses 27e et 28e buts en championnat lors d'une victoire 3 à 1 contre le Hertha BSC Berlin. Il quitte l'Allemagne à la fin de la saison avec un total de 37 buts dans l'élite allemande, record qui est battu deux ans plus tard par Shinji Kagawa avec le Borussia Dortmund.

### Leicester City FC
Le 26 juin 2015, Okazaki rejoint le club de Premier League Leicester City pour 10 millions d'euros environ. Il fait ses débuts avec le club lors de la victoire 4-2 contre Sunderland et marque son premier but sous ses nouvelles couleurs la semaine suivante lors d'une victoire 2-1 face à West Ham United. Le 19 décembre 2015, Okazaki marque le but de la victoire (3-2) contre Everton à Goodison Park pour aborder la période des fêtes en tête de la Premier League. Le 14 mars 2016, Okazaki marque le but de la victoire contre Newcastle grâce à un impressionnant retourné acrobatique et permet ainsi aux joueurs de Leicester de prendre cinq points d'avance en championnat. Tout le long de la saison, Okazaki est décrit comme le travailleur de l'ombre de l'équipe. Malgré des statistiques personnelles en deçà de recrue la plus chère de l'histoire du club, son style de jeu sied parfaitement celle de Leicester. Ainsi il permet de gratter des coups de pied arrêtés, des décalages et des ouvertures pour son partenaire d'attaque Jamie Vardy et aussi une omniprésence de par ses courses sans interruption pendant plus d'une heure, temps au bout duquel il est généralement remplacé par Leonardo Ulloa afin de faire souffler le Japonais. 
Le 2 mai 2016, Leicester est officiellement sacré champion d'Angleterre 2016 après le match nul de Tottenham face à Chelsea (2-2),. Okazaki remporte son premier titre avec Leicester alors que le club était 18 mois plus tôt dernier du championnat.   
En début de saison suivante, Okazaki perd sa place au profit des recrues estivales telles que Ahmed Musa ou Islam Slimani. Cependant il refait petit à petit sa place dans le onze de départ devant les difficultés d'adaptation des deux joueurs. Il finit la saison titulaire au même poste que l'année dernière (second attaquant derrière Vardy) avec l'arrivée de Craig Shakespeare qui remet en place le même onze qui a fini champion la saison passée, avec juste Wilfried Ndidi prenant le poste de N'Golo Kanté, parti lors du dernier mercato estival. Okazaki prend part ainsi à la double confrontation contre l'Atlético de Madrid qui sonnera le glas de l'épopée de Leicester en Champions League (défaite en quarts de finale, 1-0, 0-0).
Au début du mois de mai 2019, le club annonce le départ de l'attaquant japonais.

### Málaga CF
Le 30 juillet 2019, Okazaki rejoint le Málaga CF pour une saison et devient ainsi le premier joueur asiatique du club.
Le 3 septembre, le contrat du Japonais est résilié car Málaga ne peut assurer le paiement de son salaire.

### SD Huesca
Okazaki signe à la SD Huesca le 4 septembre 2019 pour une saison, plus une optionnelle.
Okazaki dispute son premier match le 8 septembre en remplaçant Dani Escriche lors d'un succès 1-0 contre le Sporting Gijón en Segunda División. Le 28 septembre, il inscrit un but et offre une victoire 1-0 aux dépens du Girona FC. Le 29 février 2020 il réalise son premier doublé pour Huesca, contre l'Extremadura UD, en championnat (2-2 score final). Le 17 juillet 2020, Okazaki marque le troisième but de son équipe d'une talonnade, concluant une victoire 3-0 contre le CD Numancia qui entérine la remontée en première division des Aragonais un an après sa descente. La journée suivante, dernière de la saison, Huesca est sacré champion de Segunda grâce à sa victoire 0-1 contre le Sporting de Gijón et à la défaite de Cádiz. Le Japonais est une pièce essentielle du premier trophée de l'histoire du club aragonais avec douze réalisations en championnat.
Okazaki découvre la Liga le 13 septembre 2020, titulaire lors de la première journée contre le Villarreal CF (1-1). Il inscrit son premier but en Liga le 6 octobre 2020 contre le Grenade CF (3-3 score final).

### FC Cartagena
Le 31 août 2021, Shinji Okazaki s'engage en faveur du FC Cartagena.

### Saint-Trond VV
Le 19 août 2022, Shinji Okazaki rejoint la Belgique et le club du Saint-Trond VV.
Le 28 juin 2023, Okazaki prolonge avec Saint-Trond d'une saison supplémentaire.
Le 26 février 2024, Okazaki annonce la fin de sa carrière professionnelle à l'issue de la saison. Il est alors âgé de 38 ans.

### En sélection nationale
Après avoir participé aux Jeux olympiques d'été de 2008, à Pékin, avec l'équipe du Japon, il fait ses débuts en sélection nationale le 9 octobre 2008 face aux Émirats arabes unis (1-1). Le 20 janvier 2009, il marque son premier but lors des qualifications pour la coupe d'Asie des nations 2011, contre le Yémen (victoire 2-1 du Japon). Le 4 février il réalise un doublé lors de la victoire 5-1 du Japon contre la Finlande. Okazaki dispute à trois Coupe du monde en 2010, 2014 et 2018. Il participe également à la Coupe des confédérations en 2013 défait au premier tour. Il est vainqueur de la Coupe d'Asie en 2011 battant sur le score de 1 à 0 face à l'Australie. Tenant du titre, il perd cette compétition en 2015 face aux Émirats arabes unis lors des tirs au but (4 - 5 t.a.b.).

## Statistiques
| Saison                | Club                  | Championnat           | Championnat | Championnat | Championnat | Coupe nationale | Coupe nationale | Coupe nationale | Coupe de la Ligue | Coupe de la Ligue | Coupe de la Ligue | Supercoupe | Supercoupe | Supercoupe | Compétition(s) continentale(s) | Compétition(s) continentale(s) | Compétition(s) continentale(s) | Compétition(s) continentale(s) | Japon | Japon | Japon | Total | Total | Total |
| Saison                | Club                  | Division              | M.          | B.          | P.d.        | M.              | B.              | P.d.            | M.                | B.                | P.d.              | M.         | B.         | P.d.       | Comp.                          | M.                             | B.                             | P.d.                           | M.    | B.    | P.d.  | M.    | B.    | P.d.  |
| 2005                  | Shimizu S-Pulse       | J1 League             | 1           | 0           | 0           | 3               | 0               | 0               | 1                 | 0                 | 0                 | -          | -          | -          | -                              | -                              | -                              | -                              | -     | -     | -     | 5     | 0     | 0     |
| 2006                  | Shimizu S-Pulse       | J1 League             | 7           | 0           | 0           | 3               | 0               | 0               | 2                 | 0                 | 0                 | -          | -          | -          | -                              | -                              | -                              | -                              | -     | -     | -     | 12    | 0     | 0     |
| 2007                  | Shimizu S-Pulse       | J1 League             | 21          | 5           | 2           | 2               | 0               | 0               | 2                 | 0                 | 0                 | -          | -          | -          | -                              | -                              | -                              | -                              | -     | -     | -     | 25    | 5     | 2     |
| 2008                  | Shimizu S-Pulse       | J1 League             | 27          | 10          | 4           | 2               | 1               | 0               | 5                 | 0                 | 0                 | -          | -          | -          | -                              | -                              | -                              | -                              | 4     | 0     | 0     | 38    | 11    | 4     |
| 2009                  | Shimizu S-Pulse       | J1 League             | 34          | 14          | 1           | 3               | 2               | 0               | 4                 | 1                 | 0                 | -          | -          | -          | -                              | -                              | -                              | -                              | 16    | 15    | 2     | 57    | 32    | 3     |
| 2010                  | Shimizu S-Pulse       | J1 League             | 31          | 13          | 4           | 4               | 2               | 0               | 2                 | 1                 | 0                 | -          | -          | -          | -                              | -                              | -                              | -                              | 15    | 3     | 0     | 52    | 19    | 4     |
| Sous-total            | Sous-total            | Sous-total            | 121         | 42          | 11          | 17              | 5               | 0               | 16                | 2                 | 0                 | -          | -          | -          | -                              | -                              | -                              | -                              | 35    | 18    | 2     | 189   | 67    | 13    |
| 2010-2011             | VfB Stuttgart         | Bundesliga            | 12          | 2           | 0           | -               | -               | -               | -                 | -                 | -                 | -          | -          | -          | C3                             | 2                              | 0                              | 0                              | 8     | 3     | 3     | 22    | 5     | 3     |
| 2011-2012             | VfB Stuttgart         | Bundesliga            | 26          | 7           | 1           | 3               | 0               | 0               | -                 | -                 | -                 | -          | -          | -          | -                              | -                              | -                              | -                              | 11    | 7     | 1     | 40    | 14    | 2     |
| 2012-2013             | VfB Stuttgart         | Bundesliga            | 25          | 1           | 0           | 6               | 1               | 0               | -                 | -                 | -                 | -          | -          | -          | C3                             | 11                             | 2                              | 1                              | 12    | 7     | 2     | 54    | 11    | 3     |
| Sous-total            | Sous-total            | Sous-total            | 63          | 10          | 1           | 9               | 1               | 0               | -                 | -                 | -                 | -          | -          | -          | -                              | 13                             | 2                              | 1                              | 31    | 17    | 6     | 116   | 30    | 8     |
| 2013-2014             | Mayence               | Bundesliga            | 33          | 15          | 1           | 2               | 0               | 0               | -                 | -                 | -                 | -          | -          | -          | -                              | -                              | -                              | -                              | 13    | 4     | 0     | 48    | 19    | 1     |
| 2014-2015             | Mayence               | Bundesliga            | 32          | 12          | 3           | 1               | 1               | 0               | -                 | -                 | -                 | -          | -          | -          | C3                             | 2                              | 1                              | 0                              | 14    | 5     | 3     | 49    | 19    | 6     |
| Sous-total            | Sous-total            | Sous-total            | 65          | 27          | 4           | 3               | 1               | 0               | -                 | -                 | -                 | -          | -          | -          | -                              | 2                              | 1                              | 0                              | 27    | 9     | 3     | 97    | 38    | 7     |
| 2015-2016             | Leicester             | Premier League        | 36          | 5           | 0           | 2               | 1               | 0               | 1                 | 0                 | 0                 | -          | -          | -          | -                              | -                              | -                              | -                              | 9     | 5     | 1     | 48    | 11    | 1     |
| 2016-2017             | Leicester             | Premier League        | 30          | 3           | 1           | 2               | 0               | 0               | 1                 | 2                 | 0                 | 1          | 0          | 0          | C1                             | 7                              | 1                              | 0                              | 7     | 1     | 1     | 48    | 7     | 2     |
| 2017-2018             | Leicester             | Premier League        | 27          | 6           | 2           | 3               | 0               | 0               | 2                 | 1                 | 1                 | -          | -          | -          | -                              | -                              | -                              | -                              | 7     | 0     | 0     | 39    | 7     | 3     |
| 2018-2019             | Leicester             | Premier League        | 21          | 0           | 1           | 1               | 0               | 0               | 3                 | 0                 | 0                 | -          | -          | -          | -                              | -                              | -                              | -                              | 3     | 0     | 0     | 28    | 0     | 1     |
| Sous-total            | Sous-total            | Sous-total            | 114         | 14          | 4           | 8               | 1               | 0               | 7                 | 3                 | 1                 | 1          | 0          | 0          | -                              | 7                              | 1                              | 0                              | 26    | 6     | 2     | 163   | 25    | 7     |
| 2019-2020             | Málaga CF             | LaLiga 2              | 0           | 0           | 0           | 0               | 0               | 0               | -                 | -                 | -                 | -          | -          | -          | -                              | -                              | -                              | -                              | -     | -     | -     | 0     | 0     | 0     |
| Sous-total            | Sous-total            | Sous-total            | 0           | 0           | 0           | 0               | 0               | 0               | -                 | -                 | -                 | -          | -          | -          | -                              | -                              | -                              | -                              | -     | -     | -     | 0     | 0     | 0     |
| 2019-2020             | SD Huesca             | LaLiga 2              | 37          | 12          | 0           | 1               | 0               | 0               | -                 | -                 | -                 | -          | -          | -          | -                              | -                              | -                              | -                              | -     | -     | -     | 38    | 12    | 0     |
| 2020-2021             | SD Huesca             | Liga                  | 25          | 1           | 1           | 1               | 0               | 0               | -                 | -                 | -                 | -          | -          | -          | -                              | -                              | -                              | -                              | -     | -     | -     | 26    | 1     | 1     |
| Sous-total            | Sous-total            | Sous-total            | 62          | 13          | 1           | 2               | 0               | 0               | -                 | -                 | -                 | -          | -          | -          | -                              | -                              | -                              | -                              | -     | -     | -     | 64    | 13    | 1     |
| 2021-2022             | FC Carthagène         | LaLiga 2              | 32          | 2           | 1           | 3               | 0               | 0               | -                 | -                 | -                 | -          | -          | -          | -                              | -                              | -                              | -                              | -     | -     | -     | 35    | 2     | 1     |
| Sous-total            | Sous-total            | Sous-total            | 32          | 2           | 1           | 3               | 0               | 0               | -                 | -                 | -                 | -          | -          | -          | -                              | -                              | -                              | -                              | -     | -     | -     | 35    | 2     | 1     |
| 2022-2023             | K Saint-Trond VV      | Division 1            | 13          | 1           | 1           | -               | -               | -               | -                 | -                 | -                 | -          | -          | -          | -                              | -                              | -                              | -                              | -     | -     | -     | 13    | 1     | 1     |
| Sous-total            | Sous-total            | Sous-total            | 13          | 1           | 1           | -               | -               | -               | -                 | -                 | -                 | -          | -          | -          | -                              | -                              | -                              | -                              | -     | -     | -     | 13    | 1     | 1     |
| Total sur la carrière | Total sur la carrière | Total sur la carrière | 470         | 109         | 23          | 42              | 8               | 0               | 23                | 5                 | 1                 | 1          | 0          | 0          | -                              | 22                             | 4                              | 1                              | 119   | 50    | 13    | 677   | 176   | 38    |

## Palmarès

### En club
Leicester City
- Premier League
  - Vainqueur : 2016

 SD Huesca
- Segunda División
  - Vainqueur : 2020

### Distinctions personnelles
- Meilleur buteur des éliminatoires de la Coupe du monde de football 2014 : zone Asie (8 buts).
- Meilleur buteur mondial « international » en 2009 (15 buts)